# La Palma d'Ebre
Pour les articles homonymes, voir La Palma et Ebre (homonymie).
La Palma d'Ebre est une commune de la province de Tarragone, en Catalogne, en Espagne, de la comarque de Ribera d’Ebre